# Mauručiai (stacja kolejowa)
Mauručiai – stacja kolejowa we wsi Maurucie, w rejonie preńskim, w okręgu kowieńskim, na Litwie. Znajduje się na linii kolejowej Kowno – Kibarty.
Położona jest na południowy zachód od Kowna, w pobliżu drogi magistralnej A5